# Große Sandwüste von Bilma

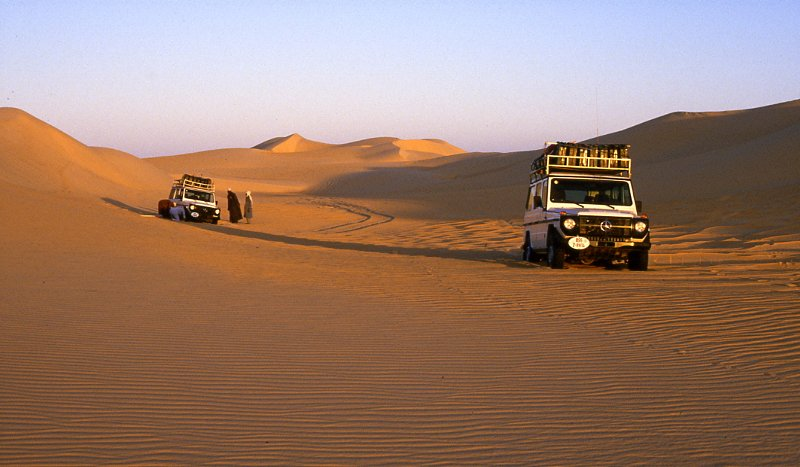
Zwei eingesandete Geländewagen zwischen Agadem und Bilma im östlichen Niger

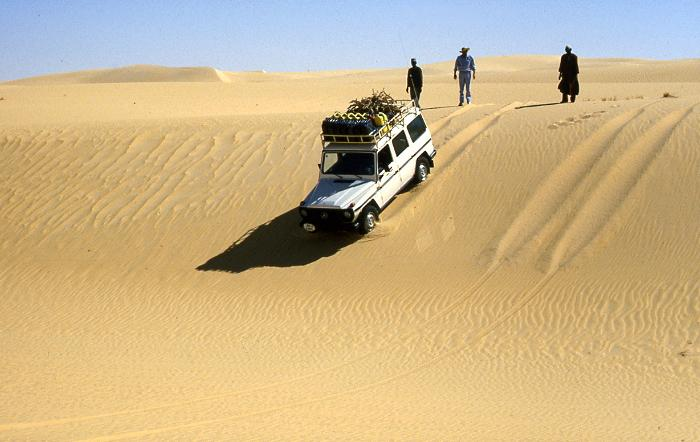
Geländewagen beim Überqueren einer Düne im endlosen Sandmeer

Die Große Sandwüste von Bilma, französisch: Grand Erg de Bilma, erstreckt sich in Nord-Süd-Richtung über nahezu 150 Kilometer von Bilma bis Agadem (Niger).
Im Osten dehnt es sich bis an die Grenze zum Tschad aus, im Westen geht es etwa auf halbem Wege in Richtung Fachi in die Ténéré-Sandwüste über. Von Bilma bis Agadem sind etwa 80 teilweise sehr hohe Hauptdünenzüge mit über 300 kleineren Dünenketten zu überwinden. Die Fahrt in Richtung N’Guigmi am Tschadsee über diese nahezu pistenlosen Sanddünen gehört zu den schwierigsten Strecken der gesamten Sahara. 50 km südlich von Bilma gelangt man zu der kleinen Oase Zoo Baba. Hier gibt es einige Tubu-Nomadenfamilien, ein paar Dattelpalmen und einen Brunnen mit trinkbarem Wasser. Im Jahr 1986 führte die Rallye Dakar durch die Große Sandwüste von Bilma. Im Gebiet wurde die Schlangenart Avicennaviper (Cerastes vipera) gesichtet.